# La muerte del toro (Pettinicchio)
La muerte del toro o The Death of the Bull (en italiano: La morte del toro), es un cuadro al óleo realizados por el pintor italiano Umberto Pettinicchio que es parte de la colección permanente del Museo de Arte Moderno y Contemporáneo de Santander y Cantabria.

## Exposiciones internacionales
- 1981, Milán, Italia

## Descripción
Es una obra sobre la protección de los animales, dando vida a la dura realidad del sufrimiento. La muerte del matador refleja exactamente el estado de ánimo del toto alzado en el aire con el cuello torcido por el dolor, la sangre brotando de su vientre, el mismo toro sufriente. Todo en esta composición es dramático, realzado por el rojo que impresiona al espectador haciéndole experimentar el sufrimiento del animal.
La obra tiene los colores extraordinariamente violentos del rojo y el negro, es aún más conmovedora porque la violencia la sugiere el tamaño de un toro inmenso, cubierto de sangre. La violencia y brutalidad del toro retorciéndose por la vida contrastan con la piedad y el amor que quiere generar el sufrimiento del toro hacia el espectador.

## Enlaces
- Toro (mitología)

- Datos: Q66363838